# Pozořice
Pozořice jsou městys v okrese Brno-venkov v Jihomoravském kraji. Nachází se 15 km východně od Brna, na úbočí Drahanské vrchoviny. Žije zde přibližně 2 400 obyvatel.
Pozořice jsou spolu s dalšími osmi obcemi začleněny do mikroregionu Rokytnice. Obec je urbanisticky srostlá se sousedními Sivicemi na jihozápadě (mají několik společných ulic). Na jihovýchodě zástavba zase přímo navazuje na Kovalovice. Spolu s blízkými Viničnými Šumicemi má celá aglomerace asi 5,5 tisíce obyvatel.

## Název
Na vesnici bylo přeneseno původní pojmenování jejích obyvatel Pozořici odvozené od osobního jména Pozor(a) (které se zakládá na obecném pozor). Význam místního jména byl „Pozorovi lidé“.

## Historie
První písemná zmínka o obci z roku 1297 pocházející z takzvaného Bočkova falza je historicky nevěrohodná. První věrohodná písemná zmínka o Pozořicích z roku 1318 je na papežské listině, kde se objevuje jméno majitele panství Půty z Pozořic, pána na hradu Vildenberk. Roku 1371 Půta z Vildenberka své panství prodal moravskému markraběti Janu Jindřichu. Až do roku 1637, kdy panství zdědil Maxmilián z Lichtenštejna, se na panství střídali majitelé. V majetku Lichtenštejnů zůstaly parcely až do pozemkové reformy po první světové válce, lesy až do roku 1945, kdy byly Lichtenštejnům znárodněny.
V souvislosti s bitvou u Slavkova v roce 1805 byli na pozořické faře několik dní ubytováni francouzští vojáci. Po vyhraném boji rabovali v obci údajně 4 dny dobytek, potraviny a cennější předměty.
I po zrušení nevolnictví byla naprostá většina obyvatel Pozořic závislá na zaměstnání na panství, ke kterému patřil také parní mlýn, cihelna, pivovar a lihovar.
V letech 1803–1817 provozoval podnikatel Gottlieb Schäfer v Pozořicích manufakturu na výrobu jemného sukna, kde zaměstnával až 70 dělníků. Po ochabnutí přechodné konjunktury přišla Schäferova firma do konkurzu.

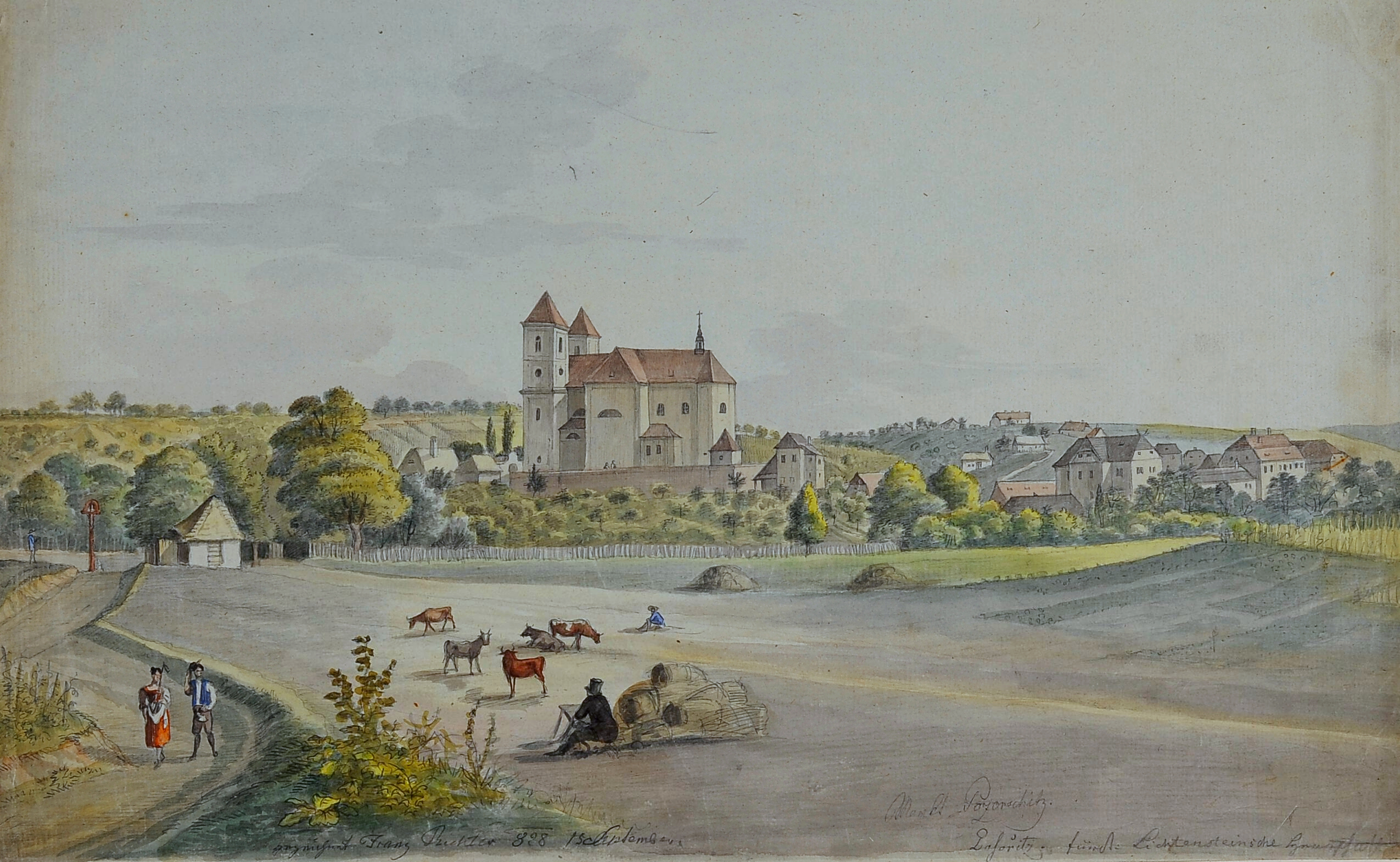
Pohled na Pozořice, akvarel Franze Richtera z roku 1828

Asi od poloviny 19. století jsou známí také místní řemeslníci a první samostatní živnostníci (obchod se smíšeným zbožím, kovárna, zvěrolékař). V roce 1860 měly Pozořice 750 obyvatel, koncem 19. století bylo zaznamenáno asi 30 živnostníků různých povolání a část obyvatel našla zaměstnání v brněnských průmyslových podnicích. Počet obyvatel se zvýšil na cca 1000 (bez Jezer).
V 1. světové válce muselo narukovat do rakouské armády 243 pozořických mužů, 31 z nich padlo a 12 zběhlo na ruskou nebo italskou stranu fronty. 
V roce 1921 byla obec napojena na elektrický proud, roku 1924 bylo v obci registrováno asi 30 řemeslnických a obchodních živností, asi 200 občanů našlo práci v brněnských podnicích, v roce 1925 bylo zřízeno pravidelné autobusové spojení s Brnem. V té době začala také představení v místním kině. 
Roku 1939 odešlo 5 mladých mužů z Pozořic a Jezer do zahraničí, kde se až do roku 1945 zúčastnili jako příslušníci spojeneckých armád  bojů proti Německu. V prvních letech německé okupace našlo v Pozořicích útočiště 9 židovských uprchlíků z moravskoslezského pohraničí. V roce 1942 však byli odvezeni do koncentračních táborů, 8 z nich tam zahynulo. Do nacistických koncentráků bylo zavlečeno také 12 pozořických starousedlíků, 4 z nich se nevrátili. 
Během válečných událostí koncem dubna 1945 zahynulo na území Pozořic 37 sovětských vojáků, o život přišli 3 místní obyvatelé a asi 4 domy byly silně poškozeny při leteckých útocích.   
V roce 1947 byly Pozořice administrativně sloučeny s obcí Jezera (původně samostatná obec, založená roku 1710, dnes tvoří severní část Pozořic).
Po změně politického systému v Československu v únoru 1948 bylo sice zákonně povoleno soukromé podnikání v rozsahu do 50 zaměstnanců, ale v Pozořicích (podobně jako všude jinde) zanikly během asi dvou let i ty nejmenší živnosti. Zemědělci mohli dále existovat jen ve (státně řízeném) družstvě založeném v roce 1951 s 81 členy, kteří obhospodařovali asi 300 ha půdy. Asi 8  pozořických občanů v té době odešlo, většinou ilegálně, do západních zemí.  
V roce 1960 byla postavena nová školní budova, roku 1980 byly v obci asfaltovány všechny silnice, v roce 1988 následovalo napojení na přívod zemního plynu.
V roce 1998 přijalo zastupitelstvo návrh na znak a prapor, který byl obci po schválení Parlamentem ČR dne 4. června 1998 předán předsedou poslanecké sněmovny Milošem Zemanem. 16. listopadu 2000 byla slavnostně otevřena nová hasičská zbrojnice a byla předána do užívání HZS Brno-venkov. 31. března 2001 byl na ulici Nové vztyčen misijní kříž a 27. října 2002 byla odhalena pamětní deska brig. gen. Františku Smejkalovi. 11. března 2004 byl otevřen Dům s pečovatelskou službou (DPS). Od 10. října 2006 byl obci vrácen status městyse.

## Obyvatelstvo
| 1869  | 1880  | 1890  | 1900  | 1910  | 1921  | 1930  | 1950  | 1961  | 1970  | 1980  | 1991  | 2001  | 2011  |
| ----- | ----- | ----- | ----- | ----- | ----- | ----- | ----- | ----- | ----- | ----- | ----- | ----- | ----- |
| 1 292 | 1 370 | 1 489 | 1 573 | 1 704 | 1 691 | 1 870 | 1 882 | 2 093 | 1 980 | 1 963 | 1 888 | 1 976 | 2 176 |

Politické názory občanů na základě výsledků voleb do poslanecké sněmovny v roce 2017 (volební účast 69,65 %):
| Polit. strana | ANO   | KDU-ČSL | SPD   | ODS  | Piráti | KSČM | ČSSD | ostatní |
| ------------- | ----- | ------- | ----- | ---- | ------ | ---- | ---- | ------- |
| % hlasů       | 25,20 | 15,86   | 11,57 | 9,91 | 9,00   | 7,73 | 6,77 | 13,83   |

## Ekonomika a infrastruktura obce
V roce 2021 obec disponovala ročními příjmy z daní asi 13 000 korun na obyvatele. Ke katastru obce patří 1075 ha lesních ploch, 310 ha orné půdy a ca 1 ha vinic. Pozořice jsou vzdáleny asi 4 km od dálnice a od železnice, nejbližší letiště je asi 10 km. Celkem 88 % rodin bydlí ve vlastních domech s průměrnou plochou zahrady 700 m2.

### Zaměstnání obyvatel
V roce 2015 žilo v obci asi 1000 ekonomicky aktivních občanů. Z těch bylo zaměstnáno v komerčních službách 44 %, v průmyslu  36 %, ve zdravotnictví, školství a veřejné správě 18 % a v zemědělství 2 %. Asi 45 % z nich pracuje v místě a 55 % dojíždí do zaměstnání, většinou do Brna.

### Služby
V roce 2015 bylo v obci asi 30 míst nabízejících služby občanům (řemeslo, obchod, pohostinství, pošta aj.). V obci se nachází mateřská škola s kapacitou 87 dětí, základní škola s kapacitou 500 žáků (druhý stupeň je určen i pro žáky ze 4 okolních vesnic) a zdravotní středisko s 8 lékařskými ordinacemi.

### Doprava
Obcí prochází silnice II/383 vedoucí z Bílovic nad Svitavou přes Ochoz u Brna na křižovatku se silnicí II/430 poblíž nájezdu na dálnici D1 u Holubic. Jihozápadně kolem obce vede dlouhá železniční vlečka z Blažovic do cementárny v Mokré.
Pozořice jsou od 1. ledna 2004 začleněny do Integrovaného dopravního systému Jihomoravského kraje, nachází se v tarifní zóně 720. Pozořice jsou obsluhovány autobusovými linkami 702 a 701 vedoucími do Brna. Linka 702 je hlavní a spojuje Pozořice s obcemi Sivice, Tvarožná, Kovalovice a Viničné Šumice. Linka 701 je doplňková a spojuje Pozořice s obcemi Hostěnice, Mokrá-Horákov a Velatice.

## Spolky a sdružení
V Pozořicích působí Český svaz ochránců přírody, sbor dobrovolných hasičů, Orel, skaut, Sokol, Spolek zahrádkářů, Klub žen, Mateřské centrum Človíček, Větřák, Svaz zahrádkářů, Svaz postižených civilizačními chorobami, Kynologický klub a Český svaz včelařů.
Obec podporuje sportovní a zájmovou činnost s ročním příspěvkem cca 220 000 korun.

## Pamětihodnosti

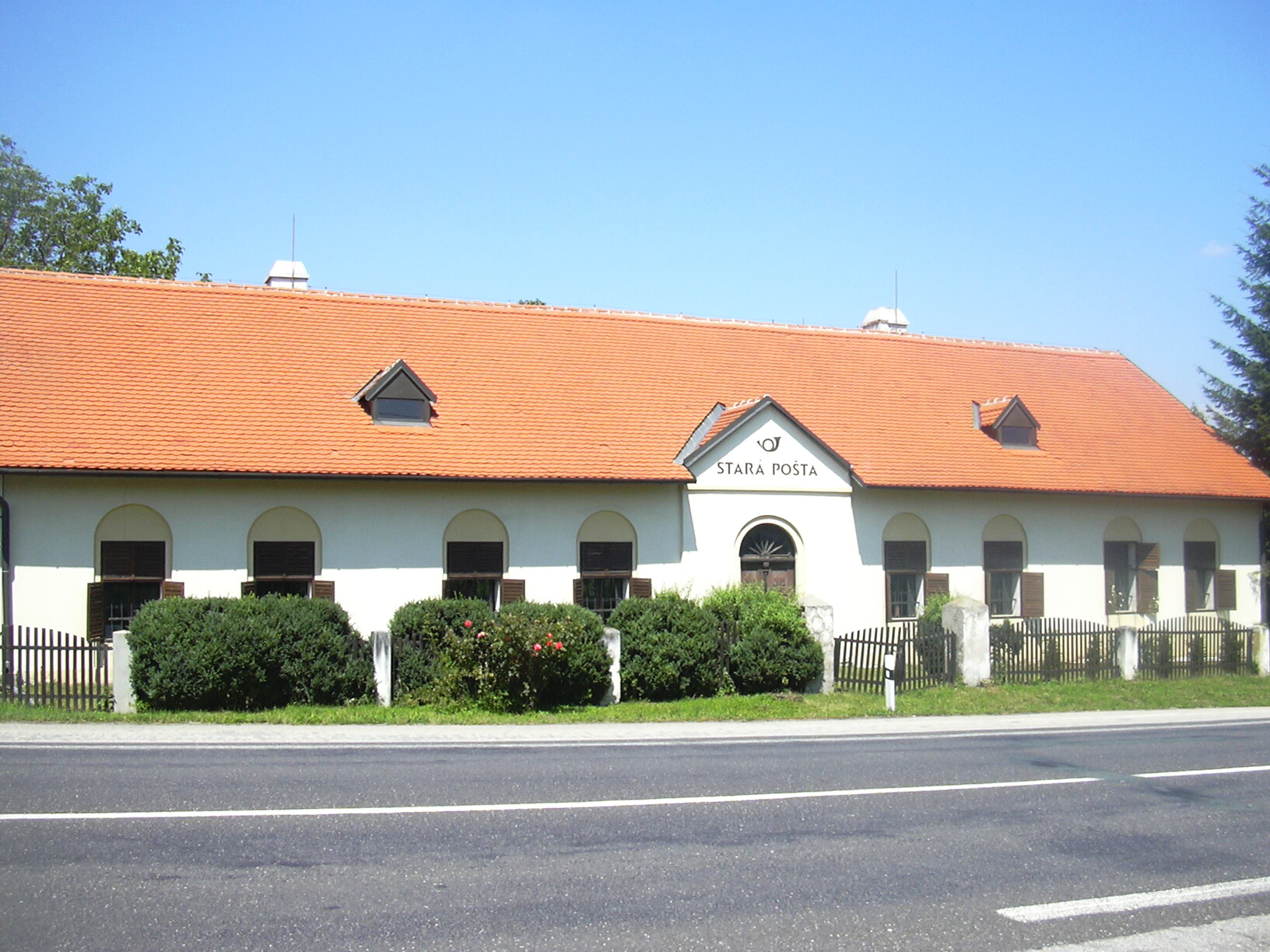
Stará pozořická pošta

### Stará pošta pozořická
Dnes se nachází na katastru sousedních Kovalovic. Byla postavena v roce 1785. Jedná se o historický cennou a významnou památku z období slavkovské bitvy. V této přípřežní stanici rakouské pošty měl 28. listopadu 1805 hlavní stan maršál Murat. Téhož dne zde měl poradu se svými maršály císař Napoleon a 2. prosince 1805 zde bylo hlavní stanoviště ruského generála Bagrationa. Po vítězné bitvě císař Napoleon nocoval na Staré poště a 3. prosince 1805 zde přijal rakouského vyslance knížete Liechtensteina, aby dohodli schůzku o uzavření příměří mezi císařem Františkem I. a Napoleonem. Dnes se v těchto místech nalézá restaurační zařízení.

### Barokní zámek Pozořice

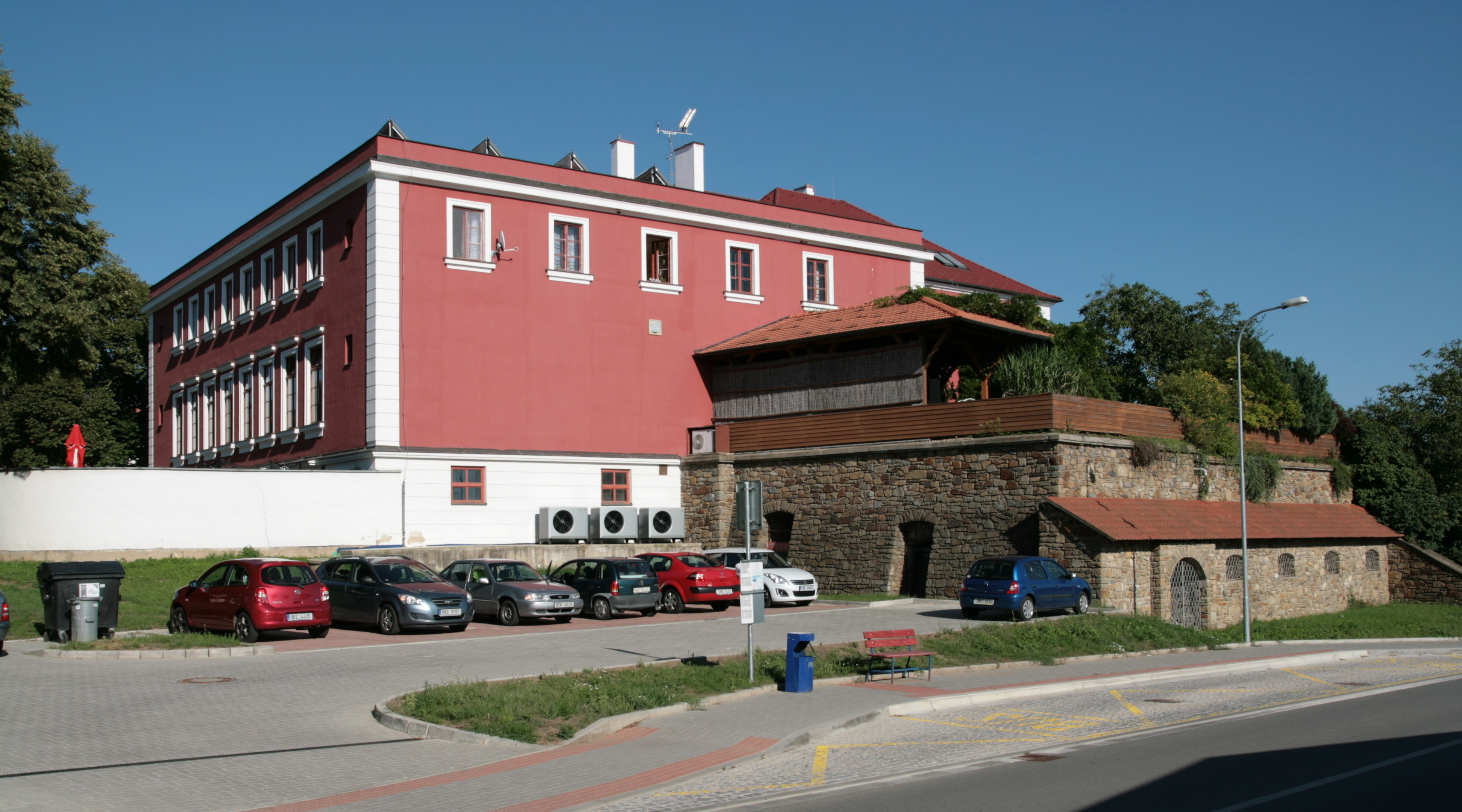
Pohled na zadní část zámku od západu

Dvoukřídlá jednopatrová budova zámku vznikla koncem 17. století přestavbou z tvrze postavené v 15. století. Nyní se v zámku nachází diskotéka. V roce 1922 se stal majetkem státu, fungovala zde škola a pošta. Od roku 1997 je v soukromých rukou a kromě bytů v něm je restaurace s diskotékou.

### Kostel Nanebevzetí Panny Marie
Pozořický kostel Nanebevzetí Panny Marie byl postaven v barokním slohu v letech 1704–1724 za pánů Jana Adama a Antonína Floriána z Lichtenštejna, a to na místě dřevěného kostela, který předtím vyhořel. V letech 1959–1968 proběhla generální oprava. Je farním kostelem Římskokatolické farnosti Pozořice.

## Rodáci
- František Smejkal (1880–1942), brigádní generál i.m., legionář, popravený za účast ve 2. odboji[17]
- Metoděj Kocourek (1885–1975), sochař
- Josef Podsedník (1903–1990), politik, starosta (předseda Národního výboru) města Brna 1946–1948, v politickém procesu odsouzen na 18 let vězení
- František Neužil (1907–1995), spisovatel
- Josef Kratochvil (1914–2001), pedagog, etolog, aktivní odpůrce komunismu
- Miroslav Slavík (1917–1988), za 2. světové války příslušník Royal Air Force, plukovník československé armády
- František „Goliš“ Drápal (*1958), muzikant, člen skupiny Rangers – Plavci

## Osobnosti
- Aleš Tinka (1968–2011), pedagog, ekolog, zastupitel a místostarosta Pozořic

## Partnerské obce
- Ivanka pri Dunaji, Slovensko, 1973
- Untersiemau, Německo[15]